# Baskervilles hund (film fra 1959)
Baskervilles hund er en britisk film fra 1959 instrueret af Terence Fisher.
Filmen er baseret på Sir Arthur Conan Doyles detektivroman Baskervilles Hund.

## Medvirkende
- Peter Cushing – Sherlock Holmes
- André Morell – Dr. Watson
- Christopher Lee – Sir Henry Baskerville